# Висконти, Эннио Квирино
Эннио Квирино Висконти (итал. Ennio Quirino Visconti; 30 октября 1751, Рим — 7 февраля 1818, Париж) — итальянский и французский археолог, библиотекарь

, переводчик, антиквар, реставратор, историк искусства. «Папский префект древностей» и ведущий эксперт конца XVIII — начала XIX веков в области древнеримской скульптуры. Государственный деятель, министр внутренних дел Римской республики (1798—1799).

## Биография
Эннио Квирино Висконти, полное имя: Эннио Квирино Санте Серапион (Ennio Quirino Sante Serapione), родился в аристократической семье лигурийского происхождения в родовом Палаццо Альтовити в Риме. Его отец — известный археолог Джованни Баттиста Антонио Висконти (1722—1784), хранитель музея папы Климента XIV, мать — Орсола, маркиза Филонарди.
У него было три брата: Филиппо Аурелио, Алессандро и Массимо, и три сестры: Матильда, Вероли и Марта-Беатриче. Сын Эннио Квирино Висконти — Пьетро Эрколе Висконти, редактировал сочинения отца (Versi di Ennio Quirino Visconti, raccolti per cura di Pietro Visconti), другой сын — Луи Висконти стал известным архитектором во Франции. Один из братьев Эннио Квирино — Филиппо Аурелио — стал музейным хранителем.
Эннио Квирино Висконти получил домашнее образование, «испытав на себе все преимущества педагогики, задуманной как удовольствие, а не как обязанность».
С юных лет он проявлял способности к словесности и древним языкам. В возрасте десяти лет он был подвергнут экзамену в доме кардинала Фердинандо Мария Де Росси по предметам «священной и светской истории до Рождества Христова, антикварианства, геометрии и арифметики». Два года спустя, в сентябре 1764 года, он получил золотую медаль от правящего понтифика, проявив «великий дух» в решении задач по физике и математике перед «известными римскими учёными», собравшимися в Библиотеке Анджелика. Затем «на вилле Маттеи он определил портреты императоров на барельефах и статуях и прокомментировал мифологические сцены, вырезанные на них перед хорошо осведомлённой аудиторией и искусно интерпретировал древние надписи». Подростком он переводил Гомера. В тринадцатилетнем возрасте перевёл на итальянский язык в стихах «Гекубу» Эврипида.
7 августа 1771 года, когда ему ещё не исполнилось двадцати лет, Эннио Висконти окончил университет Сапиенца по специальности гражданского и церковного права (utroque iure). В июне 1775 года он был избран почётным камерарием (cameriere d’onore) нового Папы Пия VI, в 1783 году назначен вторым хранителем Ватиканской апостольской библиотеки. Висконти выказывал редкую проницательность в атрибуции классических древностей и в 1784 году был назначен папой преемником своего отца на должность хранителя (conservator) Капитолийского музея. Эннио Висконти с 1785 года выполнял обязанности секретаря, а затем «библиотекаря рукописей и архивиста» в доме Сиджисмондо Киджи.
Висконти реорганизовал папскую коллекцию древностей в Музее Пио-Клементино. Он составил иллюстрированный каталог музея, первые два тома которого (под именем отца: Джованни Антонио Баттиста), посвящённые римским статуям, вышли в 1782 и в 1784 годах. В феврале 1790 года Висконти-Младший стал «директором антикварной резиденции» (direttore antiquario di residenza), ведал реорганизацией выставочных пространств, ревизией помещений и реставрацией художественных произведений Ватикана.
В 1798 году Висконти был одним из пяти консулов новой Римской республики, занимал пост министра внутренних дел. Но когда в 1799 году Рим был занят войсками неаполитанского короля Фердинанда IV бежал во Францию, где был милостиво принят первым консулом Бонапартом и назначен смотрителем антиквариата Центрального музея искусств в Париже, который в 1803 году стал Музеем Наполеона. Там он организовал залы античной скульптуры (Galerie des antiques), на основе их экспозиции написал «Notice des Statues, Bustes et Basreliefs».
Многие экспонаты, изъятые в соответствии с положениями Толентинского договора от 19 февраля 1797 года из итальянских музеев, были ему хорошо знакомы. Сделанные им атрибуции были опубликованы Робийяром-Перонвилем. Экспозиция была разобрана после падения Бонапарта в 1815 году. Но Висконти был назначен директором Музея древностей и картин в Лувре.
В 1803 году Эннио Квирино Висконти стал профессором археологии Института Франции. В Париже он опубликовал серию портретов известных людей античности: «Греческая иконография» («Iconographie Grecque», 3 Vol., 1808) и первый том «Римской иконографии» («Iconographie Romaine»,1818). Висконти выступил с докладом об истории искусства во Франции, который был торжественно представлен императору в 1808 году. 2 июля того же года он получил титул Кавалера империи. 17 июля 1804 года был награждён орденом Почётного легиона, подтверждённым Людовиком XVIII в 1816 году.
Утверждённый в прежних должностях Людовиком XVIII осенью 1815 года. Висконти возглавил кафедру археологии в Парижском университете.
Висконти скончался 7 февраля 1818 года в Париже через четыре года после того, как он стал гражданином Франции. Похоронен на кладбище Пер-Лашез. После его смерти обстоятельные некрологи написали Катрмером-де-Кенси и многие другие археологи и историки искусства.

## Вклад в развитие музейного дела и атрибуцию произведений искусства
Когда его отец, сменивший 30 июня 1768 года И. И. Винкельмана в должности Уполномоченного по древностям Рима (Сommissario delle antichità di Roma), начал заниматься подготовкой нового музея Ватикана в начале 1770-х годов, Эннио Квирино присоединился к нему вместе со своим братом Филиппо Аурелио. Они составляли еженедельную заметку об обнаруженных или приобретённых для музея памятниках. Посещая торговцев и художников, Эннио Квирино Висконти стал одним из самых авторитетных ценителей древнего искусства своего времени, о чём свидетельствуют его сочинения и особенно созданные им новые аннотированные и иллюстрированные каталоги музея Пио-Клементино в 7-ми томах (1807—1810).
Эти каталоги «оказали огромное влияние на археологические исследования, уступая только работам Винкельмана». Висконти также опубликовал каталог древностей, собранных в Греции сэром Ричардом Уорсли (1794) и скульптуры собрания Виллы Боргезе (1796).
На основе изучения ватиканских коллекций и сделанных им атрибуций Висконти утвердил особенности произведений италийских скульпторов «Великой Греции» (Magna Graecia, южной Италии), а также работы мастеров неоаттической школы в отличие от эллинской классики. Он идентифицировал римские реплики с несохранившимися древнегреческими оригиналами Мирона из Елевфер, Праксителя, Леохара, Кефисодота Старшего и Евтихида. Висконти интерпретировал иконографию так называемого Антиноя Бельведерского (Меркурия) и «Ватиканской Клеопатры» как изображение Покинутой Ариадны. Он также предложил интерпретировать скульптуру Паскуино на Площади Навона как изображение смертельно раненного Патрокла.
Висконти проводил экспертизу по заказам частных коллекционеров, таких как Киджи и Боргезе (Monumenti Gabini della Villa Pinciana, Roma 1797), или английского антиквара Томаса Дженкинса, составив каталог его коллекции (Catalogo dei Monumenti scritti del museo del signor Tommaso Jenkins, Roma 1787). По просьбе Сиджисмондо Киджи в 1785 году Висконти сочинил «Беседу о современном состоянии римской литературы» (Discorso sullo stato attuale della romana letteratura), не публиковавшуюся до 1841 года, где он осмелился утверждать, среди прочего, что в отсутствие свободы прессы в Риме вместо политической истории писали только биографии.
Работая во Франции, Висконти написал четыре тома каталога древностей собрания Лувра, изданных частями в Париже в период с 1803 по 1812 год. Эта работа продолжалась и после Реставрации Бурбонов в «Описании антиквариата Королевского музея» (Description des antiques du Musée Royal), напечатанном в 1817 году.
Наполеон Бонапарт, оценив исключительную эрудицию Висконти, поручил ему написать историю греко-римского мира на основе биографий и сохранившихся портретов выдающихся людей. Эта работа (Iconographie ancienne ou Recueil des portraits authentiques des empereurs, rois et hommes illustres de l’Antiquité) была создана под патронажем Министерства Иностранных дел и просмотрена Талейраном. Первая часть (три тома греческой иконографии) была представлена императору в Сен-Клу в июне 1810 года. Первая римская иконография появилась в 1817 году, но предприятие было завершено только в 1829 году Антуаном Монжезом.
В 1804 году Эннио Квирино Висконти участвовал в дебатах «о костюмах героических статуй» (sul costume delle statue eroiche), вызванных статуей Антонио Кановы, изображающей Наполеона в образе обнажённого бога Марса-Миротворца (1803—1806).
Когда во время парламентских дебатов в Лондоне рассматривался вопрос о приобретении мраморов Элгина для Британского музея, Висконти был среди учёных, которых попросили сделать заключение об их культурной ценности. Мемуары Висконти были опубликованы в переводе на английский язык.
«Прославленный с детства и до самой смерти, истинно европейский человек, редкий союз совершенных знаний, прекрасной души и глубокого духа», Висконти внёс существенный вклад в укрепление иконографии как науки об искусстве. Он сумел расшифровать многие загадочные сюжеты и атрибутировать до того неясные античные скульптуры и рельефы. Висконти также является пограничной фигурой в начале истории современного искусства и музееведения. Присущее Висконти «чувство формы» позволило ему увидеть в лучших из римских реплик классических древнегреческих и эллинистических оригиналов, таких как «Аполлон Бельведерский» или «Лаокоон и его сыновья», «усовершенствованные имитации», созданные для римских коллекционеров со вкусом. Висконти считал, что история античной скульптуры была «совокупной историей улучшений», также как поэмы Вергилия наследуют поэзию Гомера.

## Основные публикации
- Музей Пио-Клементино (Museo Pio-Clementino), 1782—1807, 1820; 7 томов
- Греческие триопейские, или боргезские, надписи" (Iscrizioni greche triopee, ora borghesiane), 1794
- Краткое описание скульптуры Палаццо Виллы Боргезе делла Пинчиана (Sculture del Palazzo della Villa Borghese della Pinciana brevemente desritte), 2 тома, 1796
- Избранные памятники собрания Боргезе (Monumenti Scelti Borghesiani)
- Памятники Габии (Monumenti Gabini), 1797
- Музей Кьярамонти" (Museo Chiaramonti), 1808
- Греческая иконография (Iconographie Grecque), 1808
- Римская иконография (Iconographie Romaine), 1818
- Античная иконография или Коллекция аутентичных портретов императоров, правителей и выдающихся людей Античности (Iconographie ancienne ou Recueil des portraits authentiques des empereurs, rois et hommes illustres de l’Antiquité), 1817—1829
- Беседа о современном состоянии римской литературы (Discorso sullo stato attuale della romana letteratura), 1841